# Železniční trať Hranice na Moravě – Púchov
Železniční trať Hranice na Moravě – Púchov (v jízdním řádu pro cestující označená číslem 280 na českém území a 125 na slovenském území) je dvoukolejná mezistátní elektrizovaná železniční trať, součást celostátní dráhy, propojující hlavní trať Přerov–Bohumín se slovenskou hlavní tratí Bratislava–Žilina. Trať vede z Hranic přes Valašské Meziříčí, Vsetín a Horní Lideč, dále pak přes státní hranici se Slovenskem do Púchova. Na trati se nachází jeden tunel.
Trať byla vybudována ve čtyřech etapách mezi lety 1884–1937. V úseku Hranice na Moravě – Valašské Meziříčí byl zahájen provoz 1. listopadu 1884, v úseku Valašské Meziříčí – Vsetín 1. července 1885, Vsetín – Horní Lideč 21. října 1928 a Horní Lideč – Púchov 2. května 1937. Dne 15. května 1938 byla zprovozněna přeložka tratě v Hranicích na Moravě.
Elektrizace byla provedena v roce 1960 a trať pak sloužila jako kratší alternativa nákladní železniční tepny vedoucí přes celé Československo (starší trať vede přes Ostravu a Bohumín).
V období září 2011 až září 2015 byla provedena rekonstrukce kolejového svršku a rekonstrukce tunelu úseku km 21,085 (státní hranice ČR/SR) do 27,271 pro kolej č. 1 včetně zabezpečovacího zařízení a zřízení nového nástupiště v zastávce Střelná, a km 22,480 do 23,750 pro kolej č. 2 včetně oprav a vybudování propustků a mostů a sanace tunelu a předportálových zdí. V tunelu byla položena pevná jízdní dráha systému ÖBB-PORR, tento systém byl poprvé použit v ČR.
V červnu a červenci roku 2016 proběhla rekonstrukce úseku Teplice nad Bečvou – Hustopeče nad Bečvou, která se týkala výměny zabezpečovacího zařízení (mimo Hustopeče n. B), informačního systému pro cestující, železničního svršku a prostor zastávek Černotín, Špičky, Milotice nad Bečvou.[zdroj?]
V letech 2019–2020 probíhala rekonstrukce úseku Hustopeče nad Bečvou – Valašské Meziříčí. Účelem stavby bylo zvýšení rychlosti až na 160 km/h a rekonstrukce stanice Lhotka nad Bečvou.

## Dráha presidenta Masaryka a dráha gen. M. R. Štefánika
Tato trať je zčásti totožná s dráhou prezidenta Masaryka spojující Vsetín s Bylnicí, která byla uvedena do provozu dne 21. října 1928. Železniční trať spojující Horní Lideč a Púchov, která byla uvedena do provozu 2. května 1937, se také nazývá železnice gen. M. R. Štefánika nebo dráha československé vzájemnosti.

## Obvyklé spoje
V roce 2023 po trati pravidelně jezdily osobní vlaky dopravce České dráhy, které byly obvykle vedeny z Přerova přes Hranice na Moravě a Valašské Meziříčí až do Vsetína, v úseku mezi Vsetínem a Střelnou pak osobní vlaky dopravce ARRIVA vlaky. Několikrát denně po trati také projížděly dálkové vlaky EuroCity s názvem Valašský expres, spojující Prahu s Púchovem, respektive Žilinou.
Od 9. června 2024 se měly vrátit i přeshraniční zastávkové vlaky. Ze začátku mělo jít o 5 párů vlaků vedených motorovou jednotkou 813. Od prosince 2024 se měla přidat Arriva[ujasnit] a v budoucnu se počítalo s nasazením elektrických souprav.

## Stanice a zastávky

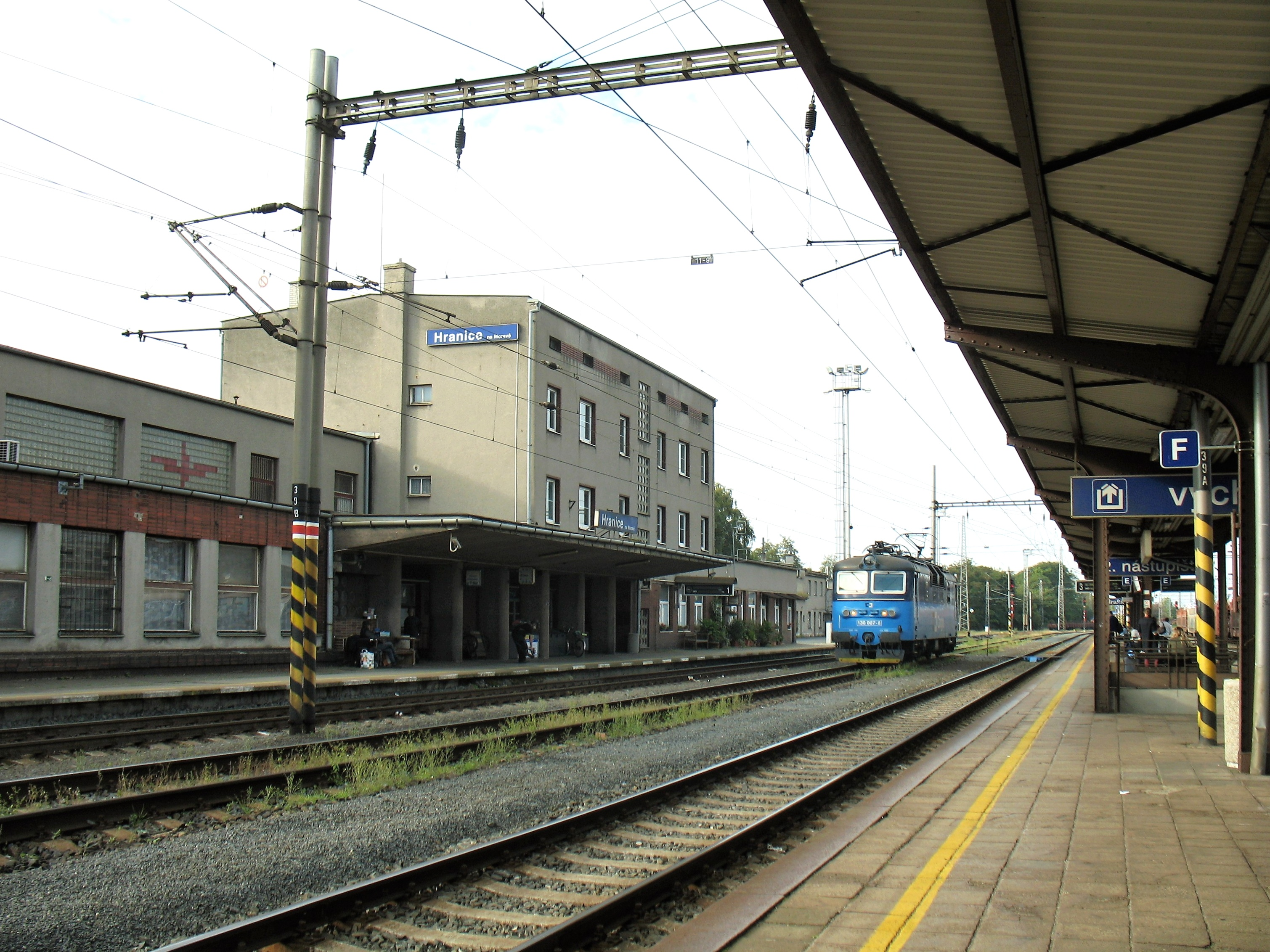
Hranice na Moravě
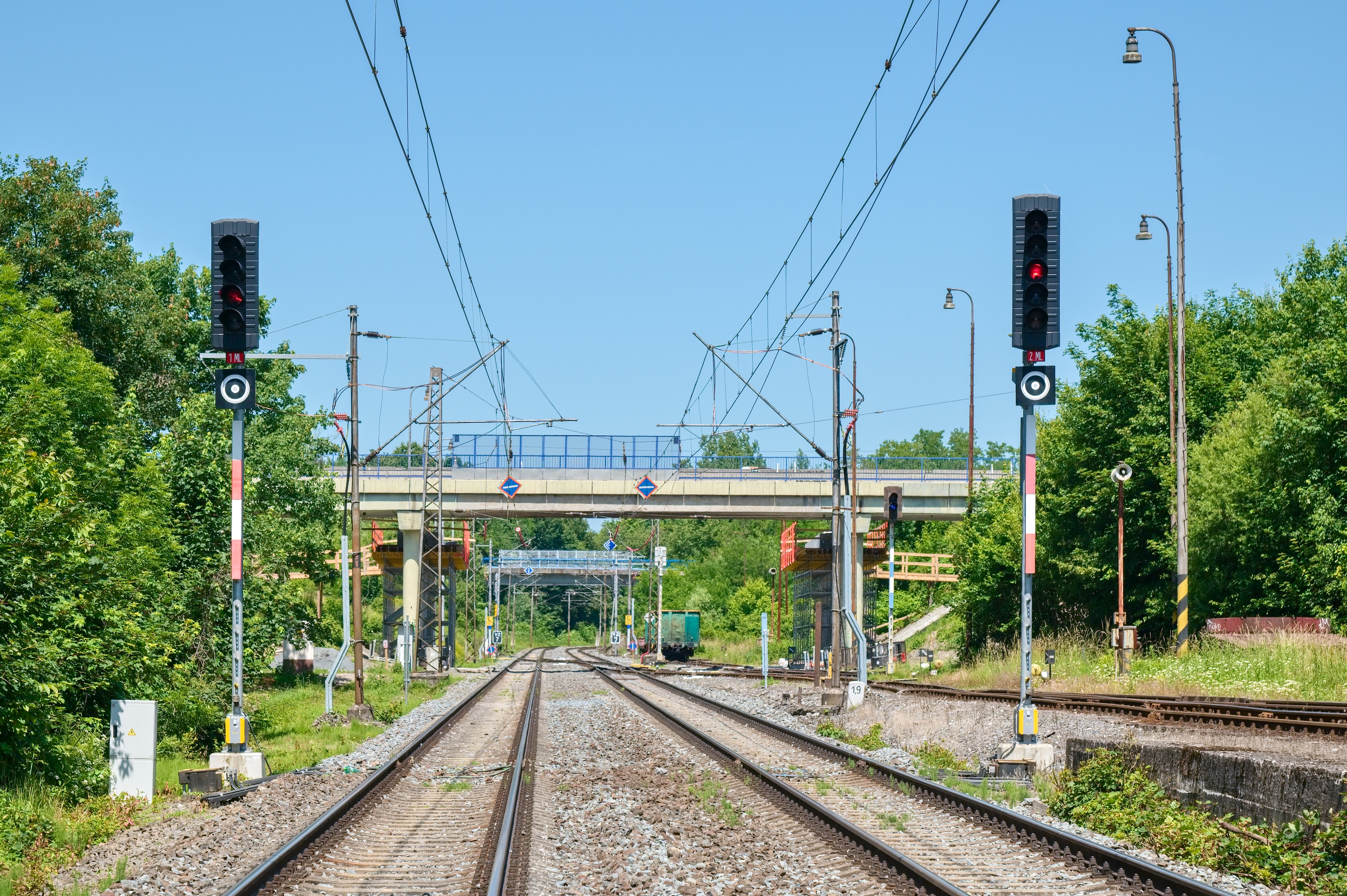
Skalka (Odb)
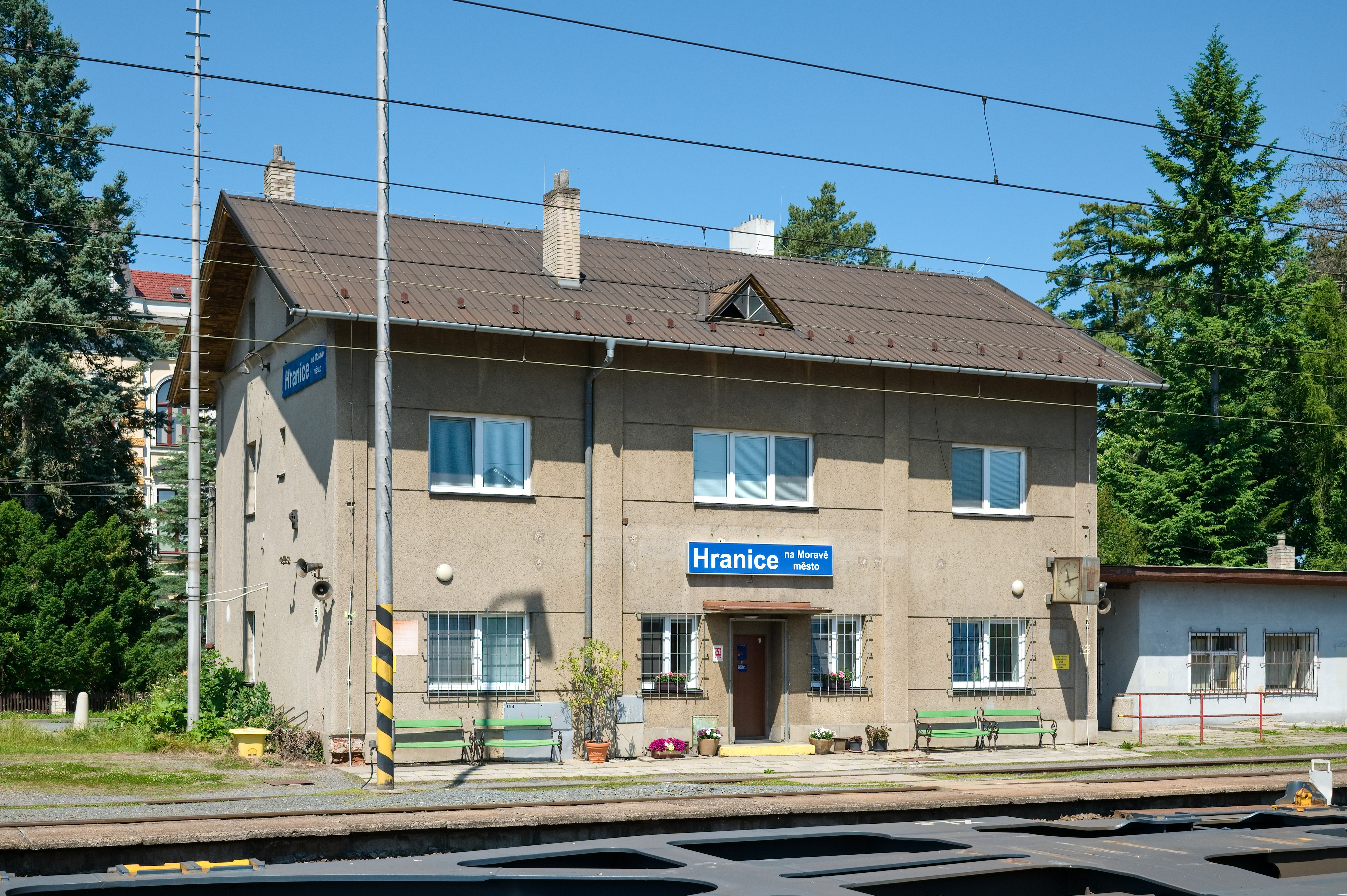
Hranice na Moravě město
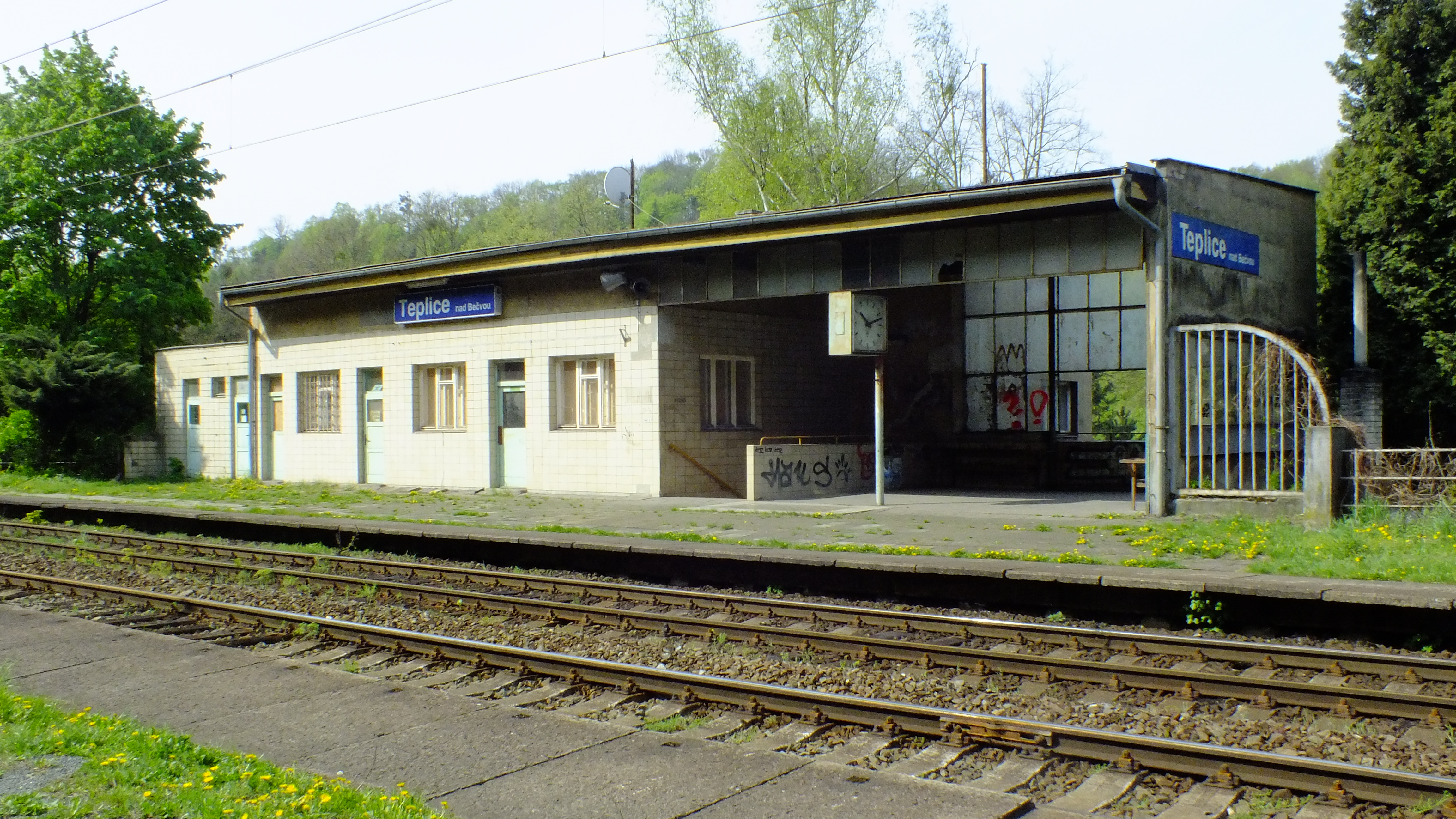
Teplice nad Bečvou
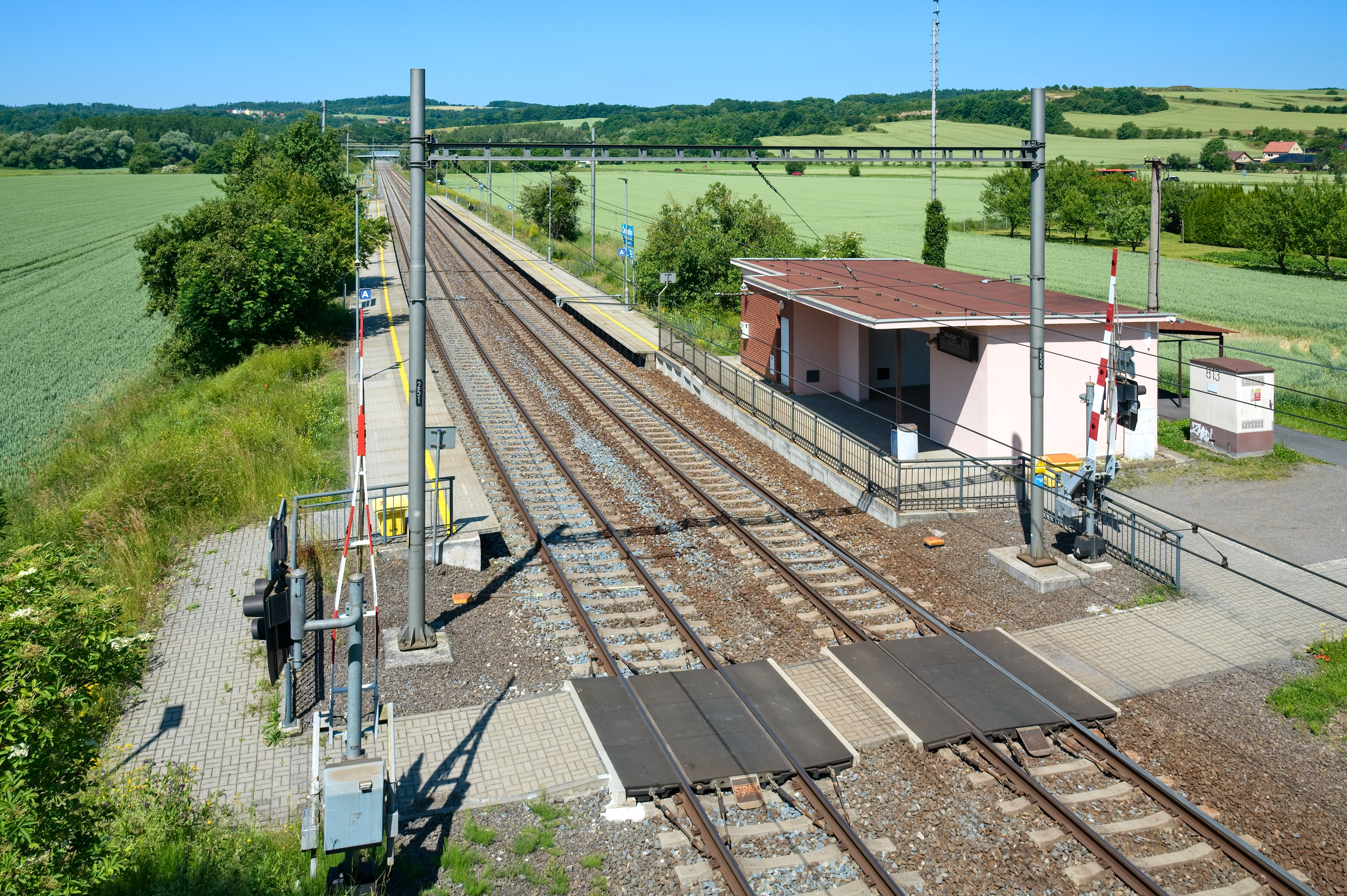
Černotín (AHr)
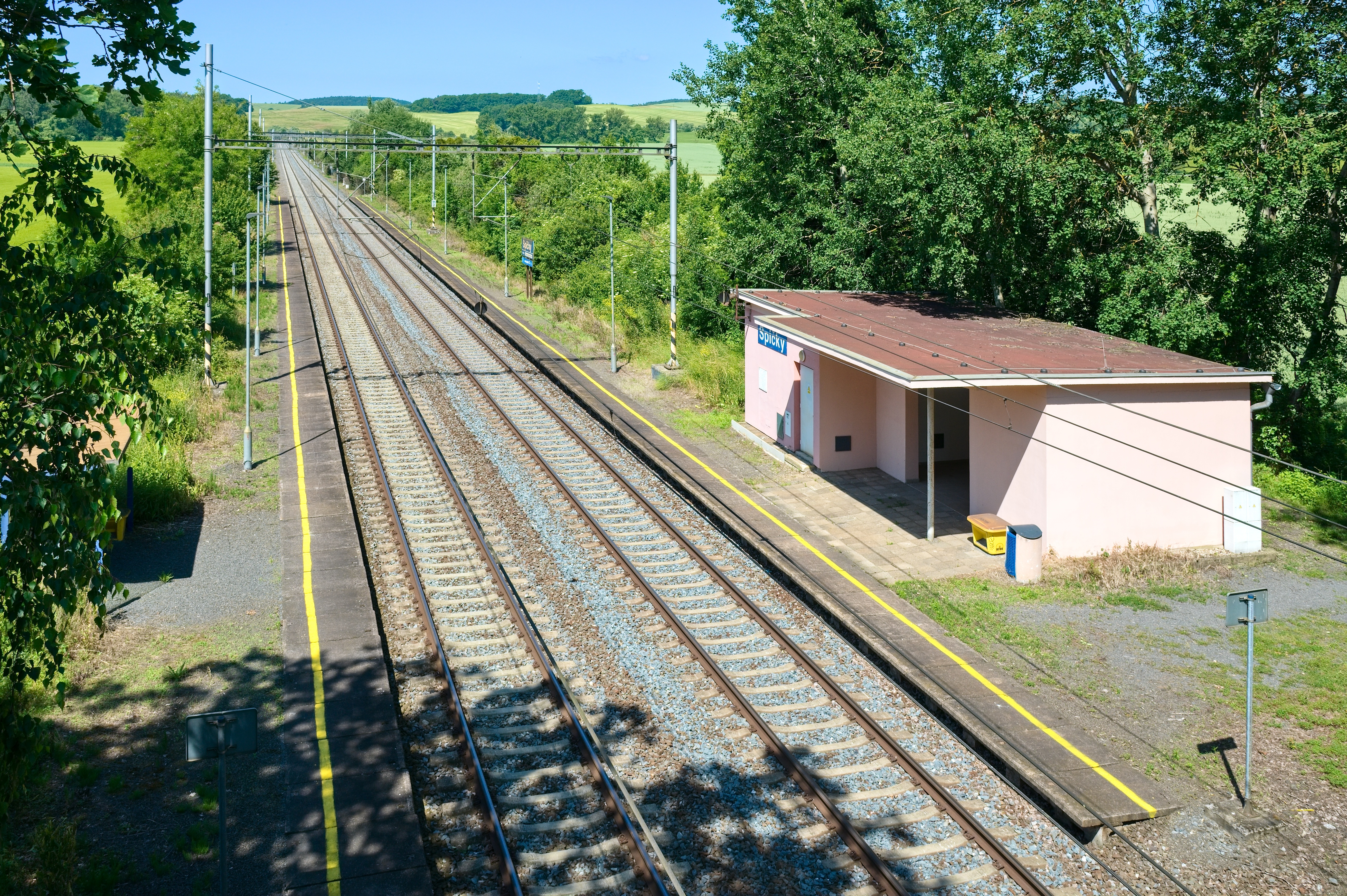
Špičky (AHr)
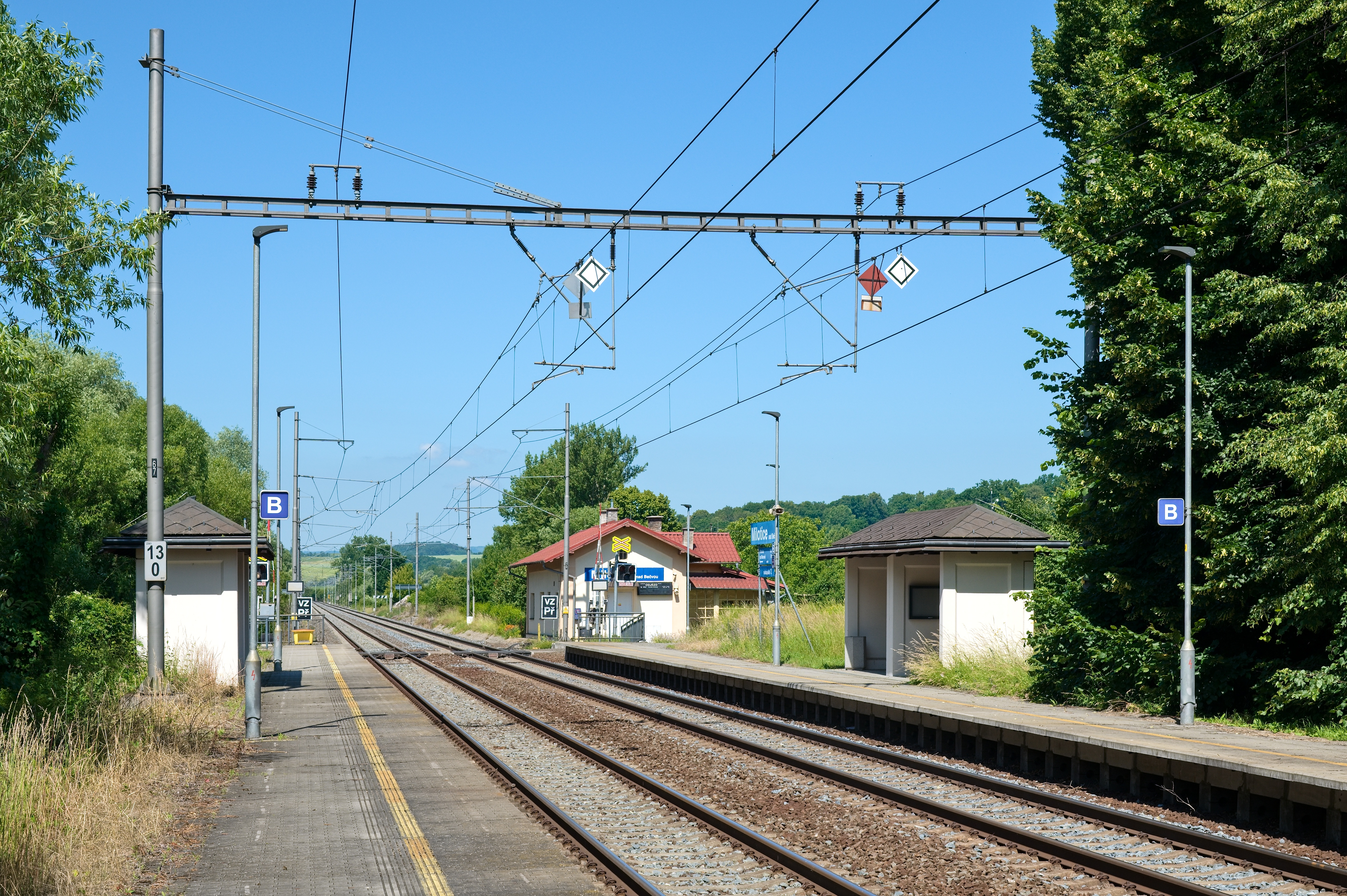
Milotice nad Bečvou
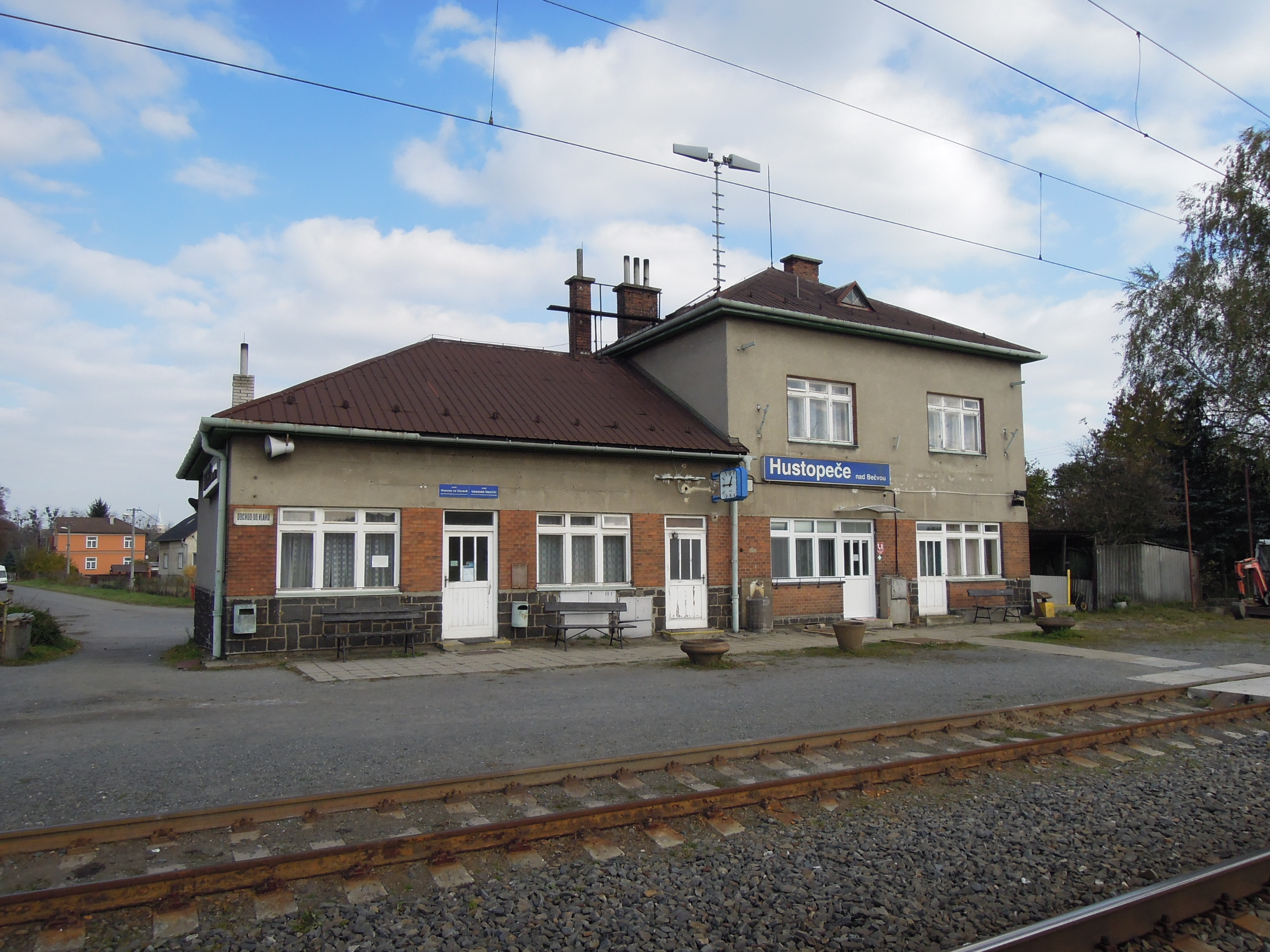
Hustopeče nad Bečvou
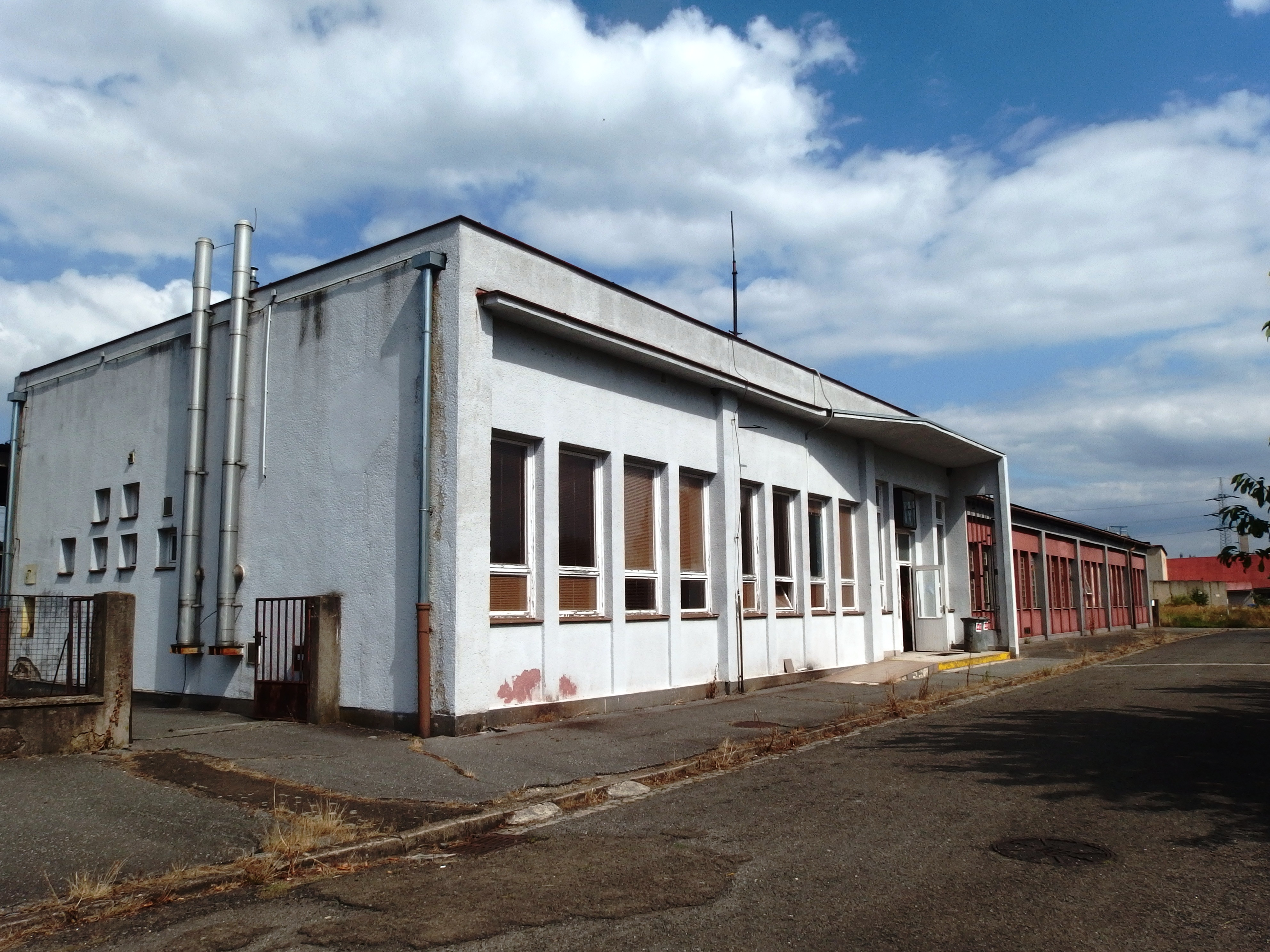
Lhotka nad Bečvou
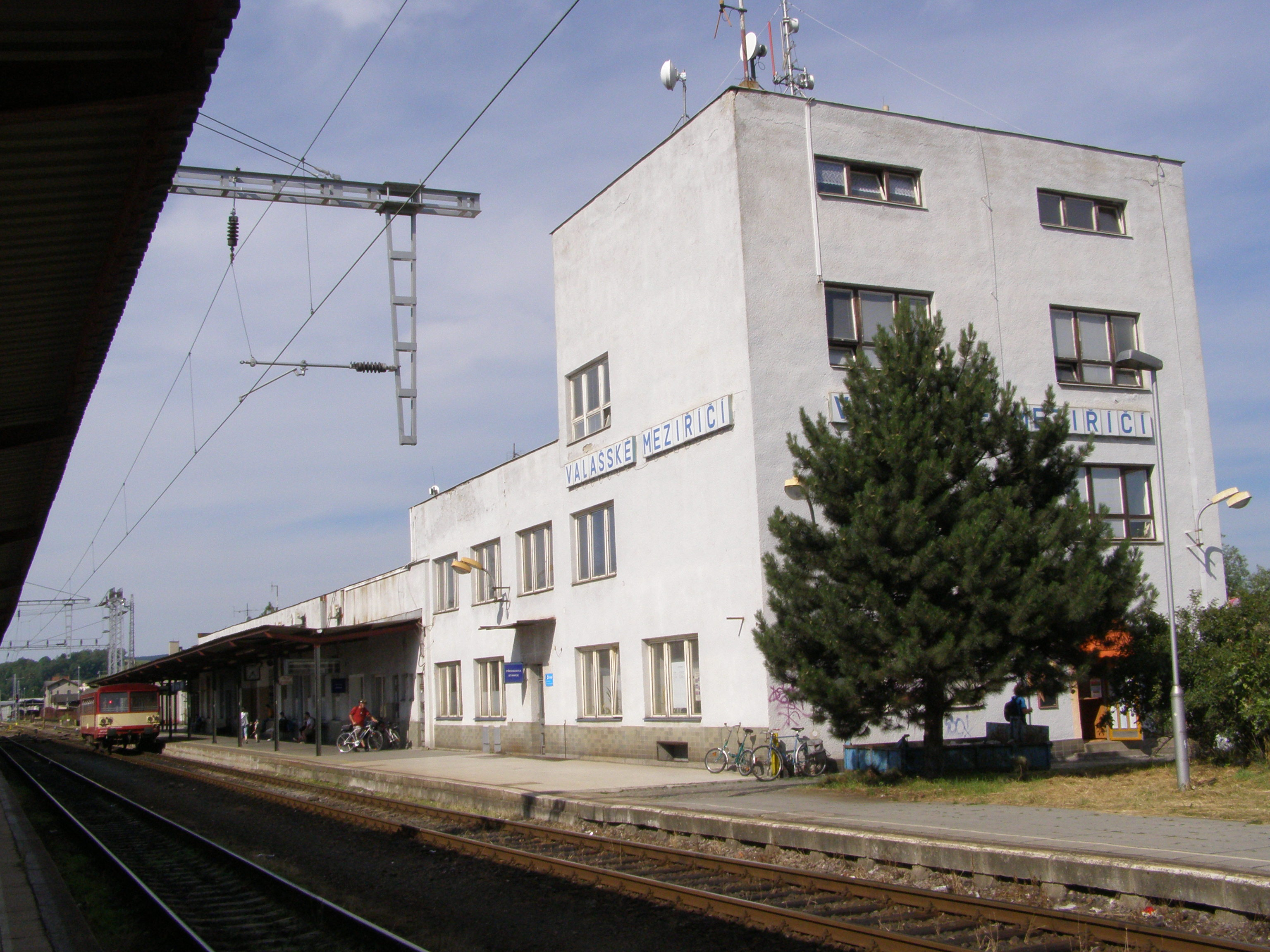
Valašské Meziříčí
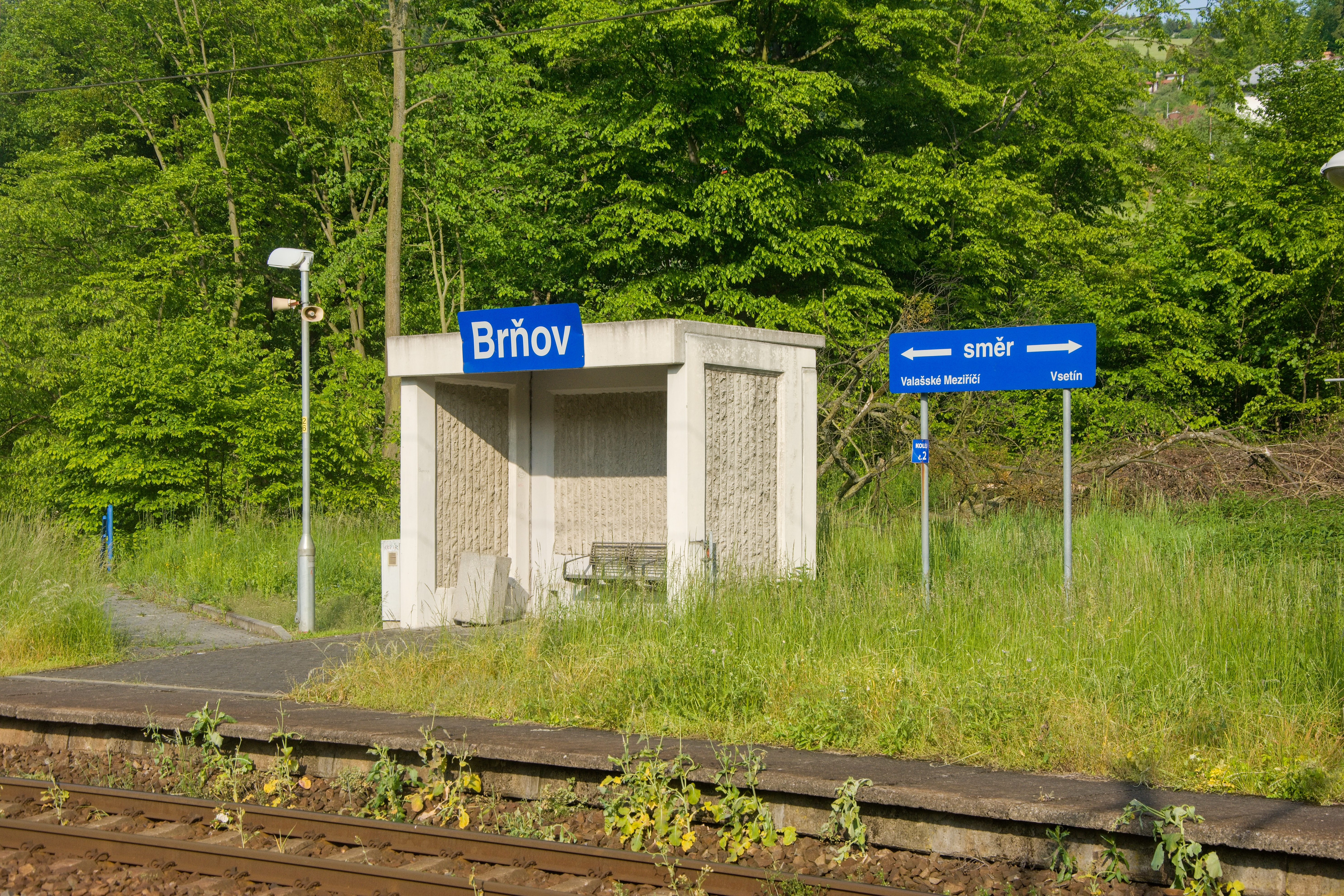
Brňov
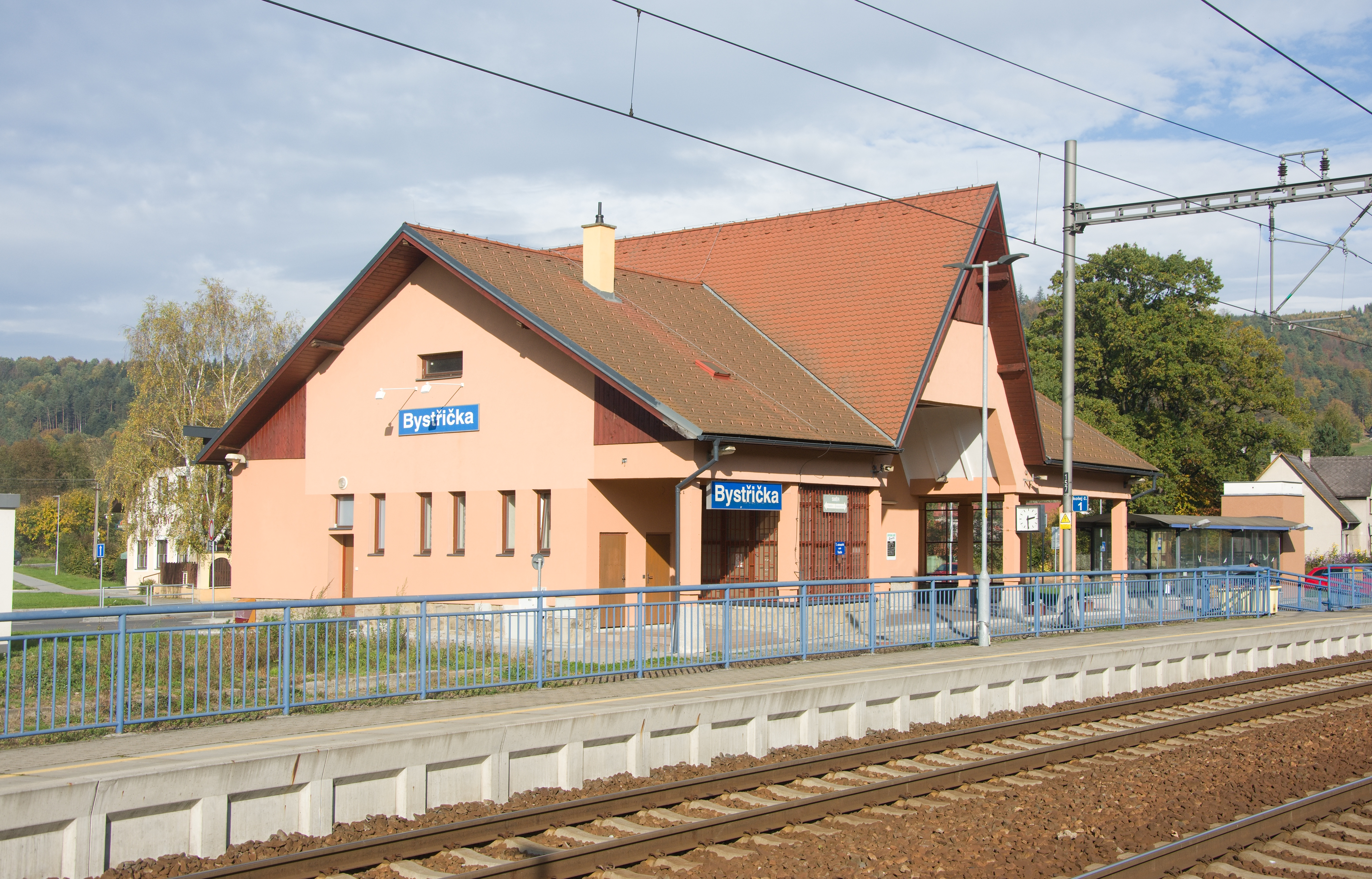
Bystřička
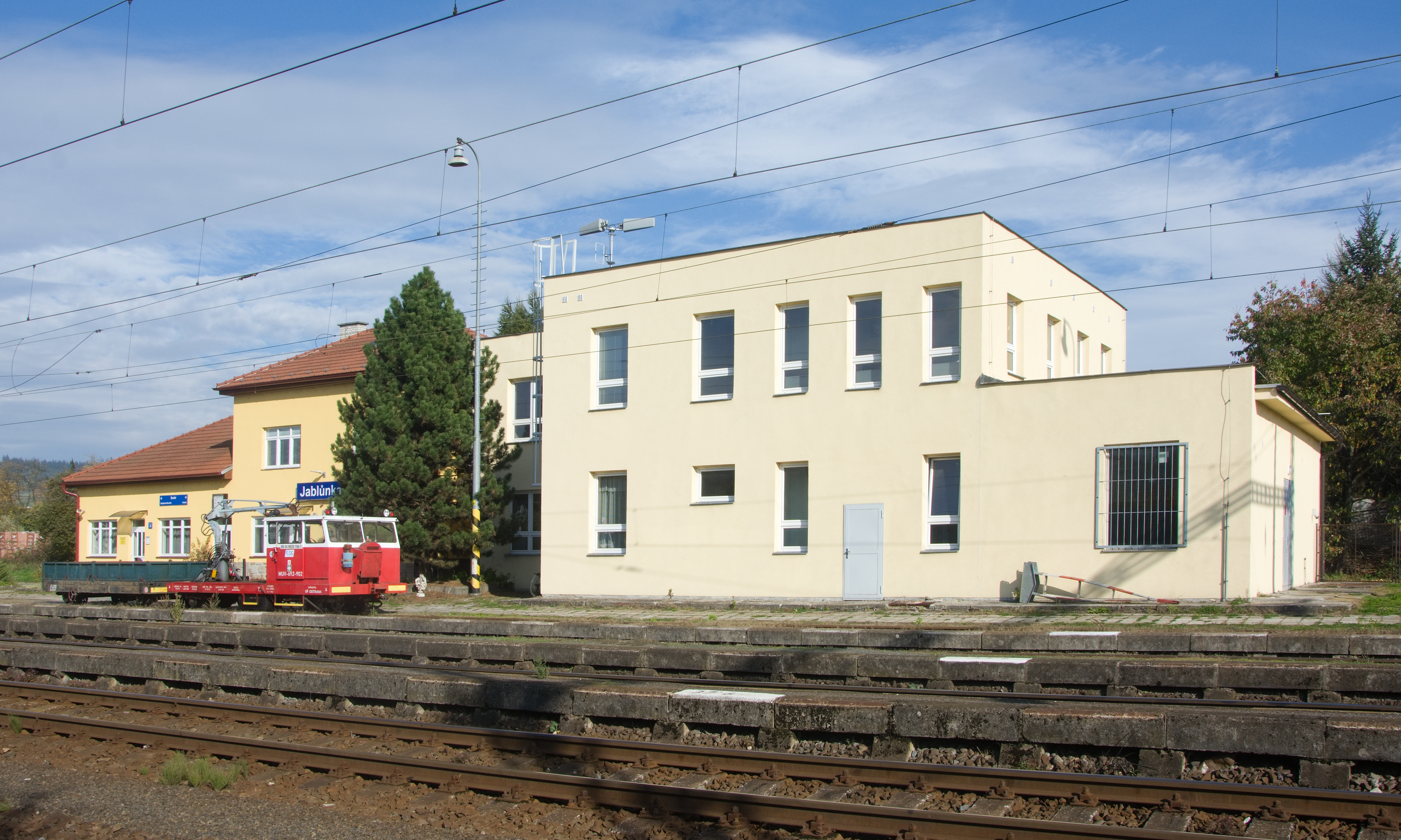
Jablůnka
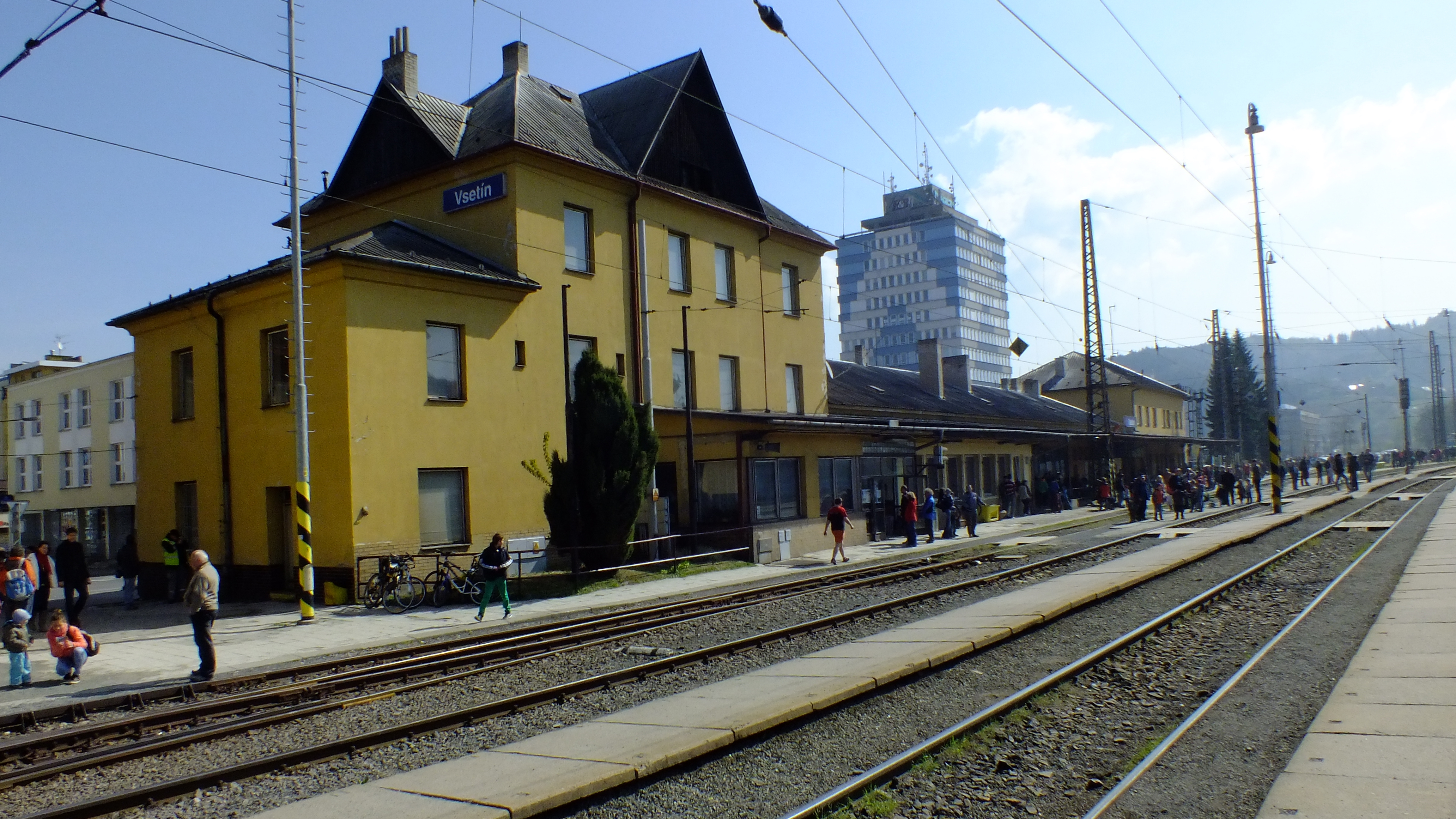
Vsetín
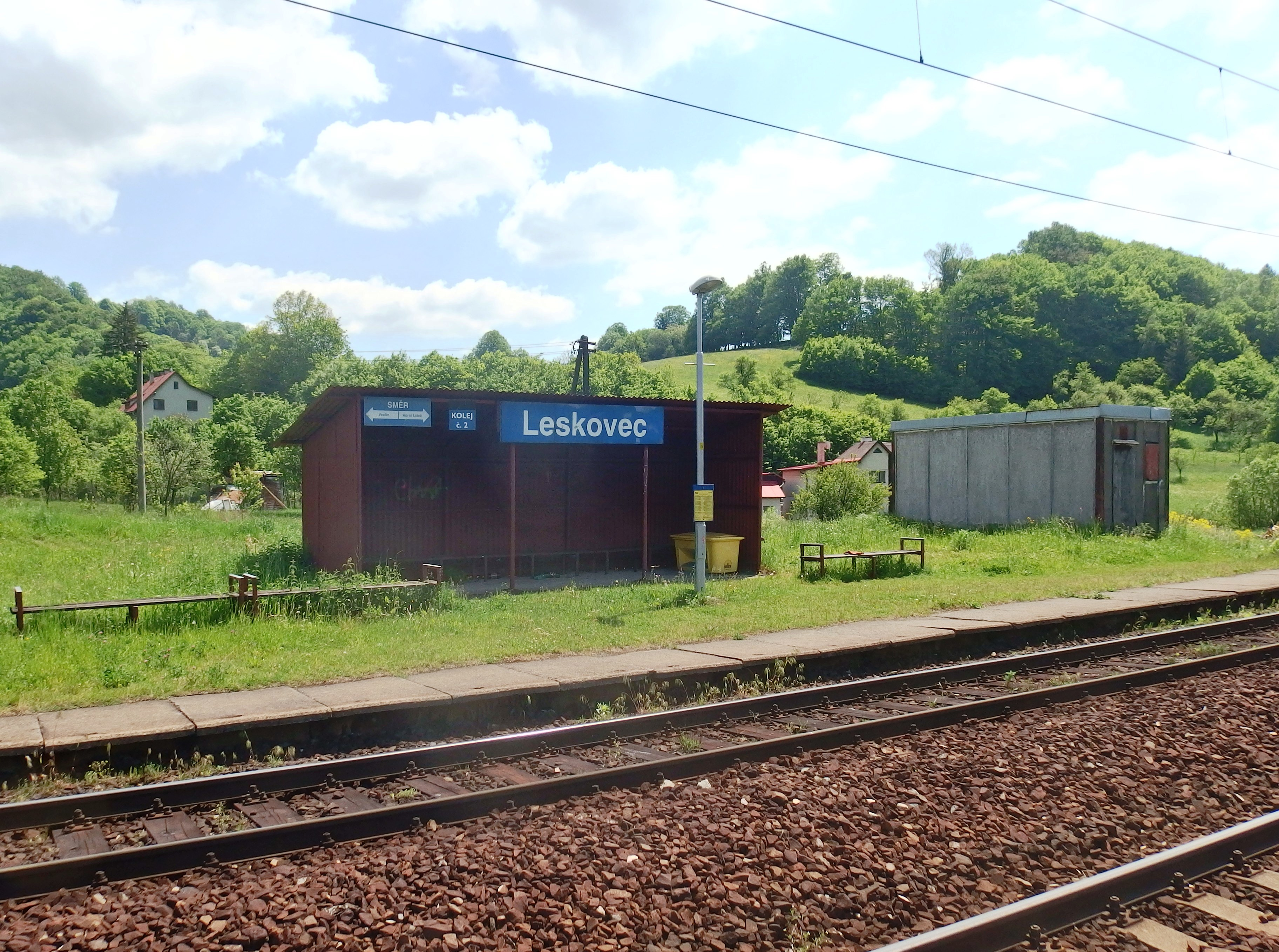
Leskovec
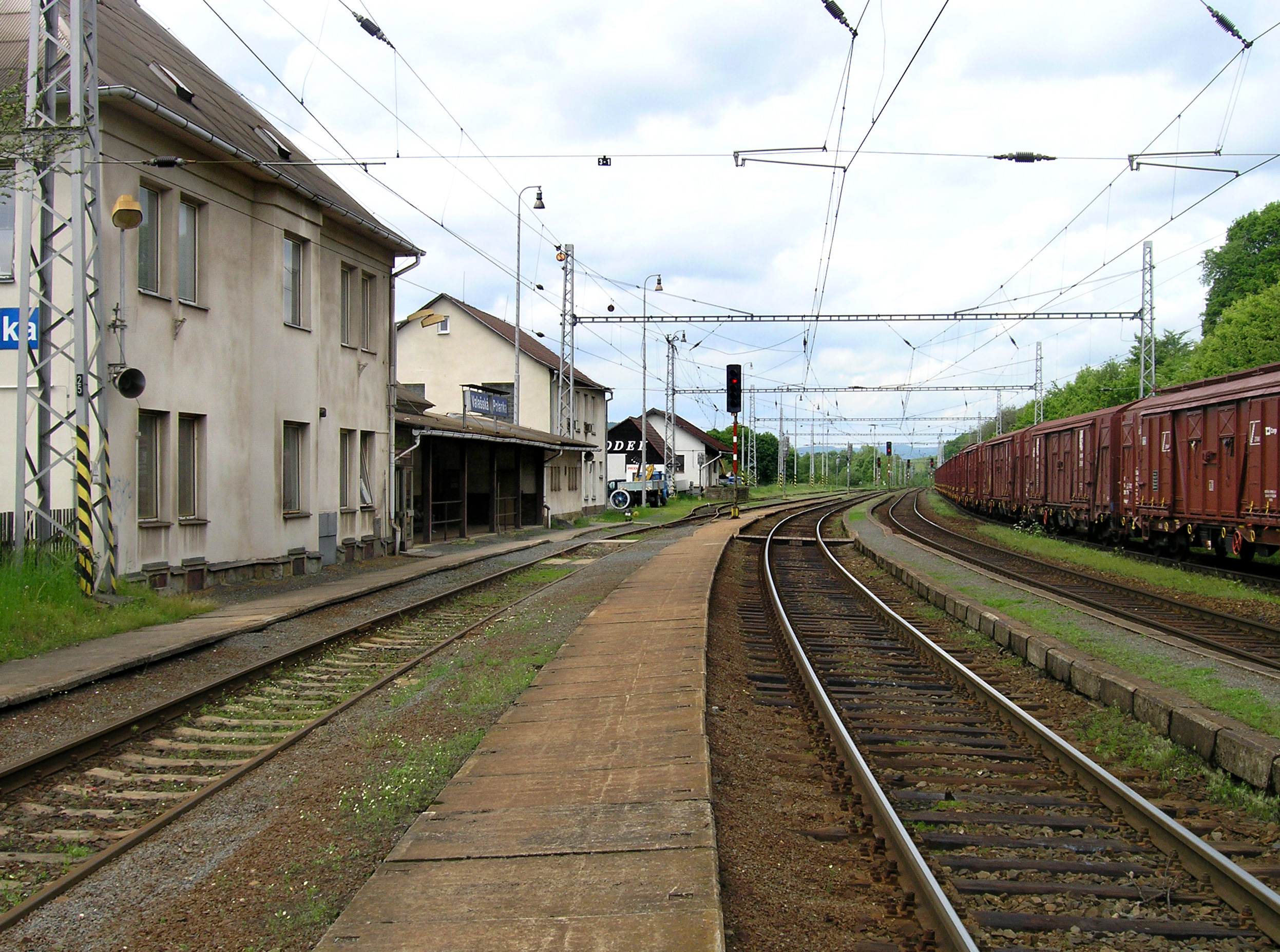
Valašská Polanka
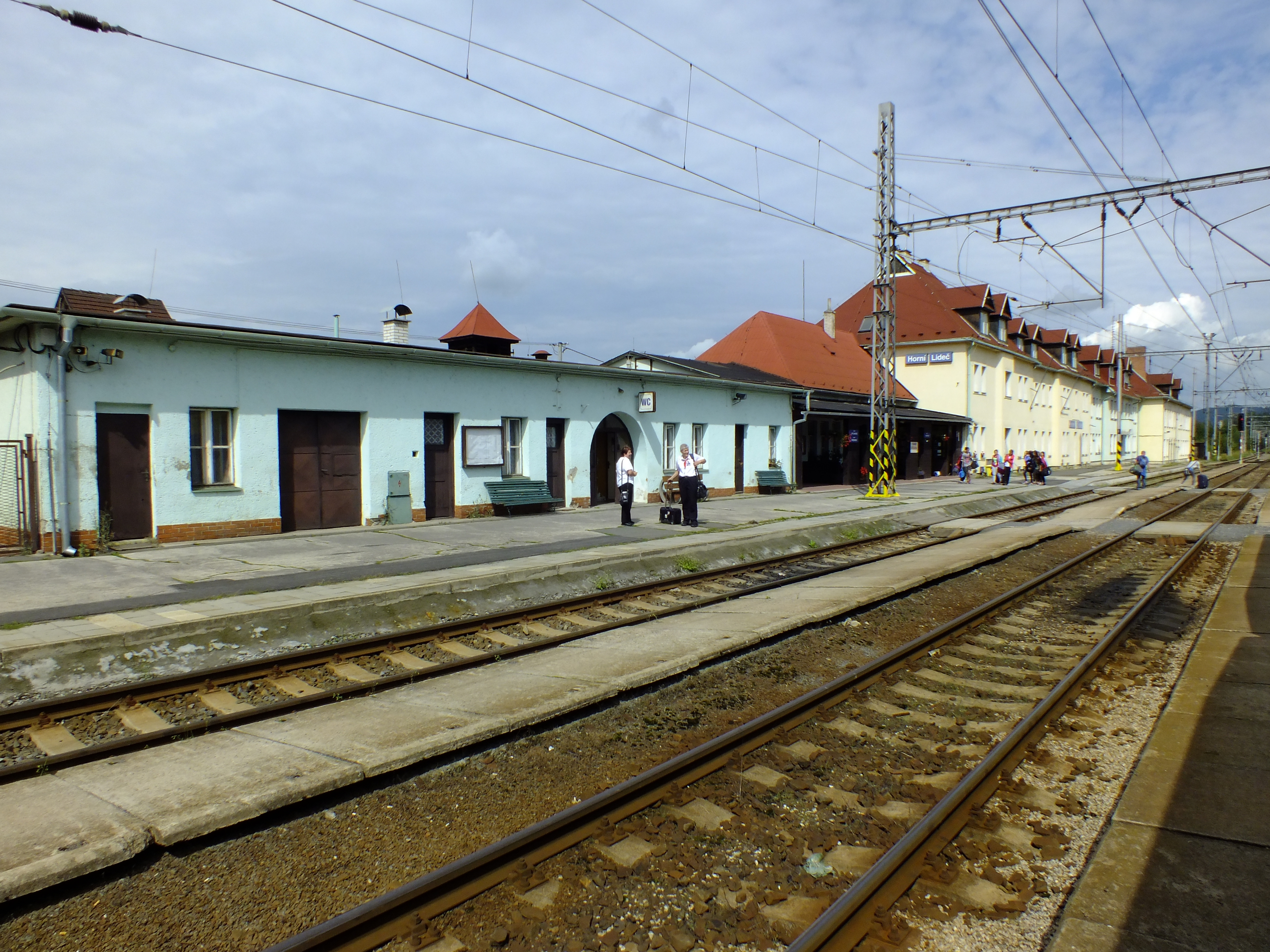
Horní Lideč
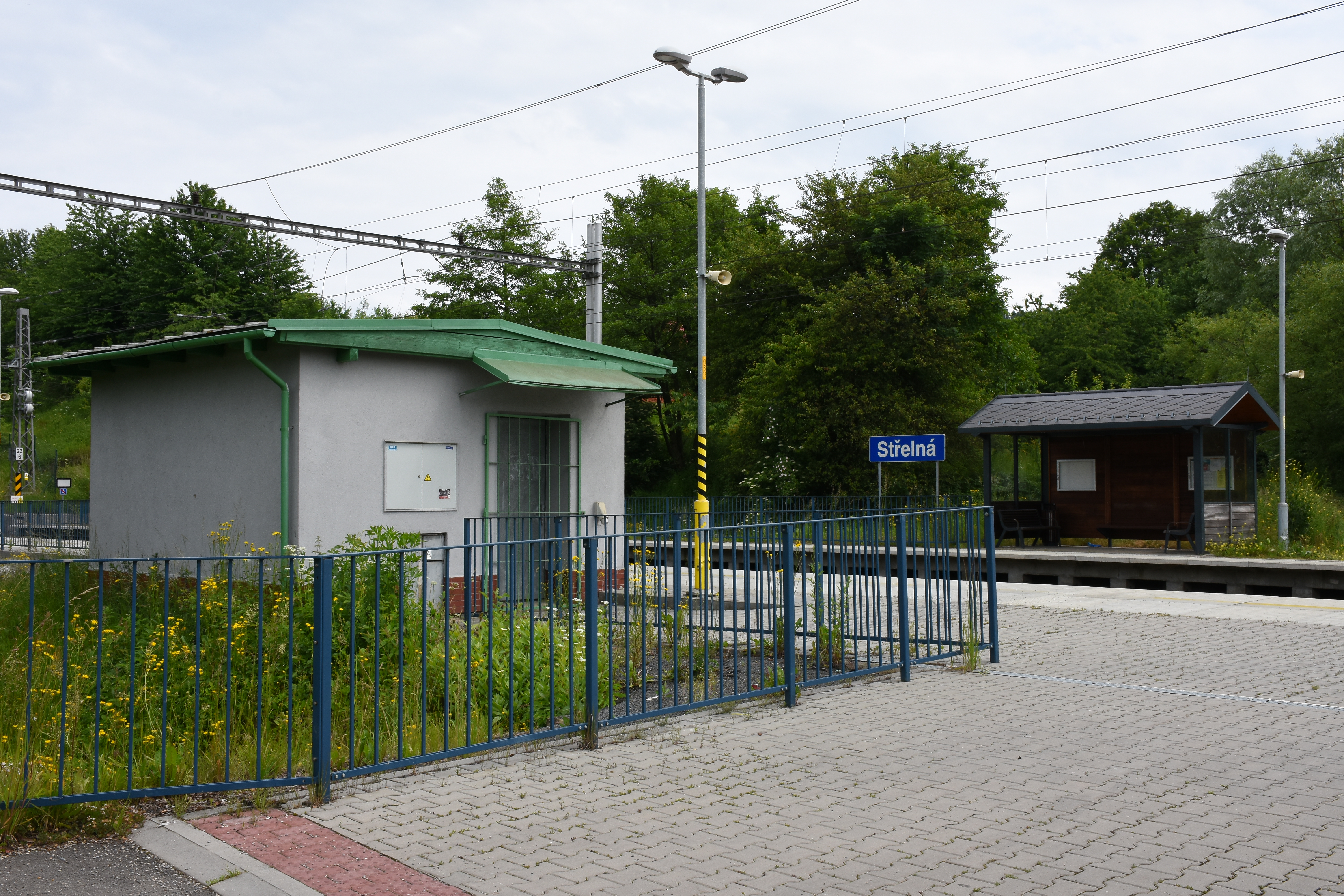
Střelná
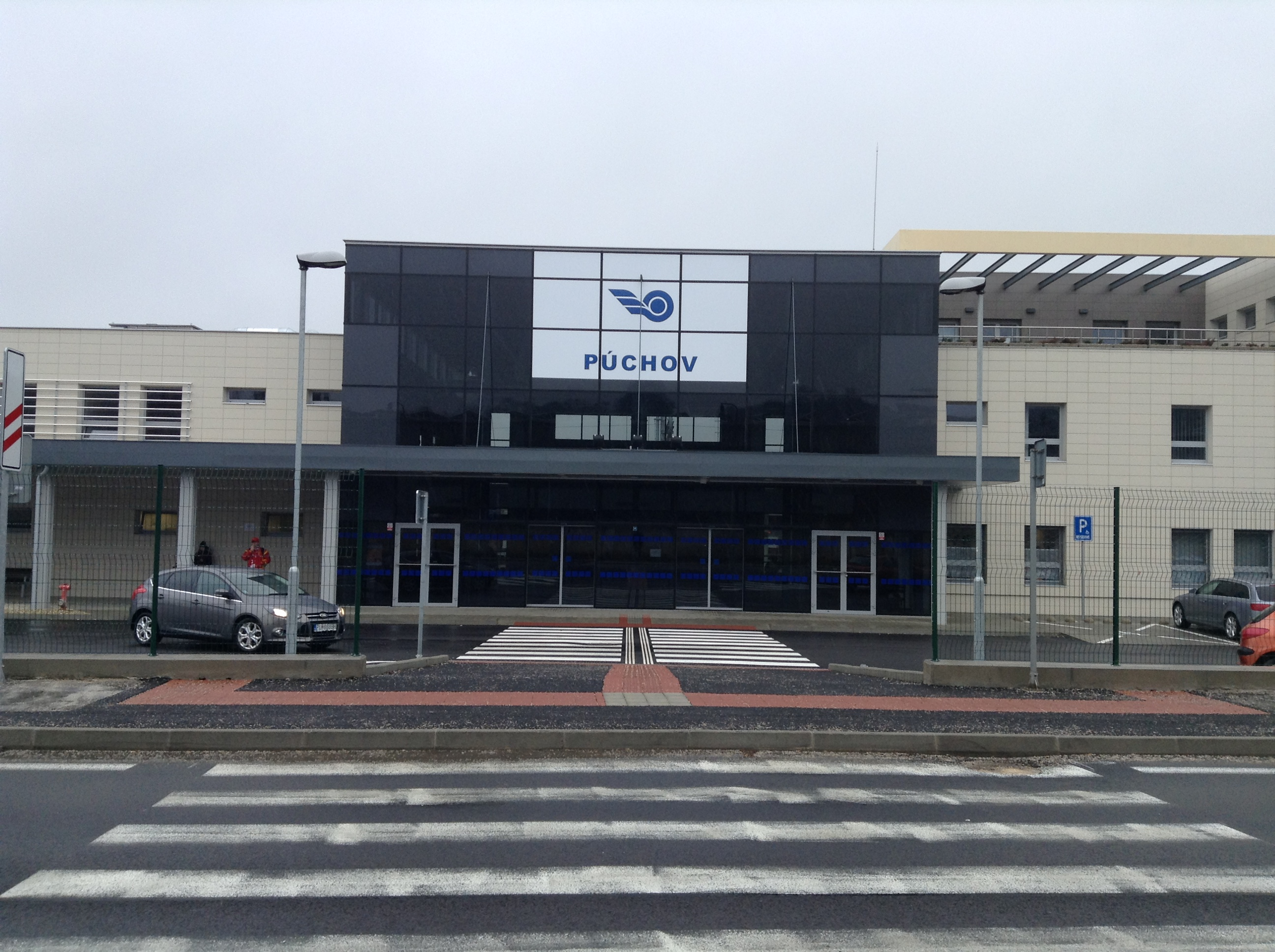
Púchov